# 101 historias zen
101 historias zen es una recopilación de diversos kōan zen realizada en 1919, que incluye anécdotas del siglo XIX y principios del siglo XX compiladas por Nyogen Senzaki, así como una traducción de Shasekishū, escrito en el siglo XIII por el maestro zen japonés Mujū (無住) (literalmente, ‘el que no piensa’). El libro fue reimpreso por Paul Reps como parte de Carne de zen, huesos de zen. Entre los koan más conocidos de la colección se encuentran La taza de té (1), El sonido de una mano (21), Ni agua, ni luna (29), y Todo es lo mejor (31).

## La taza de té
Nan-in, un maestro japonés durante la era Meiji (1868-1912), recibió a un profesor universitario que venía a preguntar sobre el zen.
Nan-in sirvió té. Llenó la taza de su visitante, y continuó vertiendo té.
El profesor observaba cómo la taza rebosaba hasta que no pudo contenerse. «¿No ve que la taza está completamente llena? ¡Ya no cabe más!».
«Como esta taza —dijo Nan-in—, estás lleno de tus propias opiniones y especulaciones. ¿Cómo puedo enseñarte el zen a menos que primero vacíes tu taza?».